# 1993
- Wikisource

| Calendário gregoriano                                                        | 1993 MCMXCIII                       |
| Ab urbe condita                                                              | 2746                                |
| Calendário arménio                                                           | 1443 – 1444                         |
| Calendário bahá'í                                                            | 149 – 150                           |
| Calendário budista                                                           | 2537                                |
| Calendário chinês                                                            | 4689 – 4690 Início a 23 de janeiro  |
| Calendário copta                                                             | 1709 – 1710                         |
| Calendário etíope                                                            | 1985 – 1986                         |
| Calendários hindus - Vikram Samvat - Calendário nacional indiano - Cáli Iuga | 2048 – 2049 1914 – 1915 5093 – 5094 |
| Calendário Holoceno                                                          | 11993                               |
| Calendário islâmico                                                          | 1414 – 1415                         |
| Calendário judaico                                                           | 5753 – 5754 Início a 16 de setembro |
| Calendário persa                                                             | 1371 – 1372 Início a 21 de março    |
| Calendário rúnico                                                            | 2243                                |
| Calendário solar tailandês                                                   | 2536                                |

1993 (MCMXCIII, na numeração romana) foi um ano comum do século XX que começou numa sexta-feira, segundo o calendário gregoriano. A sua letra dominical foi C. A terça-feira de Carnaval ocorreu a 23 de fevereiro e o domingo de Páscoa a 11 de abril. Segundo o horóscopo chinês, foi o ano do Galo, começando a 23 de janeiro.

| Evento                                                   | Data            | Hora  |
| -------------------------------------------------------- | --------------- | ----- |
| Aquário                                                  | 20 de janeiro   | 01:23 |
| Peixes                                                   | 18 de fevereiro | 15:36 |
| primavera no hemisfério norte e outono no hemisfério sul |                 |       |
| Carneiro/equinócio                                       | 20 de março     | 14:41 |
| Touro                                                    | 20 de abril     | 01:50 |
| Gémeos                                                   | 21 de maio      | 01:02 |
| verão no hemisfério norte e inverno no hemisfério Sul    |                 |       |
| Caranguejo/solstício                                     | 21 de junho     | 09:00 |
| Leão                                                     | 22 de julho     | 19:51 |
| Virgem                                                   | 23 de agosto    | 02:51 |
| Outono no Hemisfério Norte e Primavera no Hemisfério Sul |                 |       |
| Balança/equinócio                                        | 23 de setembro  | 00:23 |
| Escorpião                                                | 23 de outubro   | 09:38 |
| Sagitário                                                | 22 de novembro  | 07:07 |
| inverno no hemisfério norte e verão no hemisfério sul    |                 |       |
| Capricórnio/solstício                                    | 21 de dezembro  | 20:26 |

| UTC: Madeira, Guiné-Bissau e São Tomé e Príncipe Subtrair (-): 1 h nos Açores e Cabo Verde 2 h nas Ilhas oceânicas brasileiras 3 h em Brasília, em Goiás, na Amazônia Oriental Brasileira e no nordeste, sudeste e sul brasileiros 4 h na Amazônia Ocidental Brasileira, Mato Grosso e Mato Grosso do Sul 5 h no Acre e sudoeste do Amazonas Adicionar (+): 1 h Portugal Continental, em Angola e Guiné Equatorial 2 h em Moçambique 8 h em Macau 9 h em Timor-Leste. |
| Adicionar uma hora durante a vigência do horário de verão: Portugal Continental : De 28 de março a 26 de setembro de 1993 |

| Ano completo                       |
| ---------------------------------- |
| Ano comum com início à sexta-feira |

## Eventos
- Ano Internacional dos Povos Indígenas do Mundo, pela Organização das Nações Unidas.

### Janeiro
- 1 de janeiro - A Checoslováquia divide-se, dando origem à República Checa e à Eslováquia.
- 12 de janeiro - Leila Schuster foi eleita Miss Brasil 1993.[1]
- 13 de janeiro - O futebolista Edivaldo morreu, vítima de um acidente de carro.[2]
- 20 de janeiro - Bill Clinton toma posse como o 42º presidente dos Estados Unidos.

### Fevereiro
- 21 de fevereiro - A Organização das Nações Unidas declara todo o dia 22 de Março de cada ano como sendo o Dia Mundial das Águas (DMA).
- 25 de fevereiro - Kim Young-sam é eleito Presidente da Coreia do Sul, sendo o primeiro civil a ocupar o cargo.
- 26 de fevereiro - Ataque a bomba ao World Trade Center.

### Março
- 10 de março - Suharto é reeleito para o seu sexto mandato como Presidente da Indonésia.
- 22 de março - A empresa de hardware Intel lança o primeiro processador da família Pentium.
- 30 de março - Nasceu a cantora brasileira Anitta.[3]

### Abril
- 19 de abril - Tentativa de invasão da Agência Federal de Investigação (FBI) ao rancho da seita de David Koresh termina em tragédia, em Waco, no Texas, pondo fim ao Cerco de Waco. O cerco do FBI durou 51 dias e terminou em um incêndio. Oitenta e uma pessoas morreram.
  - Estreia do infantil TV Colosso, na TV Globo.[4]
- 21 de abril - Aconteceu o Plebiscito de 1993 sobre a forma de governo do Brasil. O plebiscito apontou a vitória da República Presidencialista.[5]
- 25 de abril - O Papa João Paulo II visita Timor-Leste, então sob ocupação indonésia.

### Maio
- 24 de maio - A Eritreia torna-se independente.
- 26 de maio
  - O São Paulo sagrou-se bicampeão da Copa Libertadores da América.[6]
  - O Olympique de Marselha sagrou-se campeão da Liga dos Campeões da UEFA de 1992/93, ao vencer o Milan por 1 x 0. Porém, o time francês não pôde disputar a Copa Europeia/Sul-Americana, devido a um escândalo de suborno.[7]

### Junho
- 3 de junho - O Cruzeiro é campeão da Copa do Brasil, depois de derrotar o Grêmio no Mineirão por 2 x 1.[8]
- 5 de junho - Uma emboscada de milicianos contra os capacetes azuis da ONU em Mogadíscio (Somália) causa 24 mortos e 62 feridos entre os soldados paquistaneses, gerando uma contraofensiva em que o alvo principal a abater é um dos senhores da guerra, o general Mohammed Farah Aidid.
- 12 de junho - João Paulo II chega a Sevilha, iniciando uma visita a Espanha.
  - O Palmeiras volta a ser campeão paulista depois de dezesseis anos de jejum.[9]
- 15 de junho - Morreu o automobilista inglês James Hunt.[10]

### Julho
- 4 de julho - Final da Copa América. A Argentina derrotou o México por 2 x 1 e foi campeã.[11]
- 10 de julho - A Guiné-Bissau oferece-se para dar asilo político a Xanana Gusmão.
- 23 de julho - Ocorreu a Chacina da Candelária.[12]

### Agosto
- 1 de agosto - A moeda brasileira passa a se chamar Cruzeiro Real.[13]
- 2 de agosto - O primeiro-ministro britânico, John Major, obtém a ratificação do Tratado de Maastricht.
- 4 de agosto - Carlos Melancia é absolvido das acusações de corrupção de que foi alvo quando era governador de Macau, na Ásia.
- 9 de agosto - Alberto II sucede a Balduíno na Bélgica.
- 21 de agosto - Afonso Dhlakama chega a Maputo. Dois dias depois é recebido por Joaquim Chissano.
- 27 de agosto - Alberto João Jardim expulsa dirigentes do Partido Social Democrata do Machico e estes comparam-no a Salazar.
- 29 de agosto - Ocorreu a Chacina de Vigário Geral.[14]
- 30 de agosto - Israel e a Organização para a Libertação da Palestina assinam um acordo que prevê a autonomia da Faixa de Gaza e de Jericó.
- 31 de agosto - Fundação da facção criminosa Primeiro Comando da Capital, mais conhecida por PCC.[15]

### Setembro
- 13 de setembro - Aperto de mão histórico entre o primeiro-ministro de Israel, Yitzhak Rabin, e o líder da Organização para a Libertação da Palestina, Yasser Arafat, em Washington, D.C., depois da assinatura de um acordo sobre autonomia palestiniana nos territórios ocupados.
- 14 de setembro - O Conselho de Segurança da Organização das Nações Unidas vota sanções à União Nacional para a Independência Total de Angola, mas suspende por dez dias a sua aplicação.
- 16 de setembro - A libertação de Xanana Gusmão é pedida por várias personalidades mundiais, incluindo dois Prémios Nobel.
- 19 de setembro - O Brasil vence o Uruguai no Maracanã por 2 x 0 e se classifica para a Copa do Mundo FIFA de 1994.[16]
- 24 de setembro - Nelson Mandela pede o fim das sanções contra a África do Sul, discursando na ONU. Este apelo é atendido de imediato pelos Estados Unidos.
- 26 de setembro - Alain Prost sagrou-se tetracampeão mundial de Fórmula 1.[17]

### Outubro
- 3 de outubro - A batalha de Mogadíscio, uma das batalhas mais graves dos conflitos na Somália envolvendo forças especiais dos Estados Unidos deixam 18 mortos e 75 feridos entre o exército norte-americano.
- 10 de outubro - Andreas Papandreou regressa ao poder na Grécia, após a vitória dos socialistas nas legislativas.
- 15 de outubro - O Prêmio Nobel da Paz é atribuído a Frederik de Klerk e a Nelson Mandela.
- 19 de outubro - Benazir Bhutto ganha as eleições no Paquistão e volta à chefia do Governo.
- 25 de outubro - 
  - Investigadores da Universidade George Washington, nos Estados Unidos, realizam a primeira clonagem de embriões humanos.
  - Os liberais conquistam a maioria absoluta no Canadá.

### Novembro
- 1 de novembro - Entrada em vigor do Tratado de Maastricht, que abre o caminho à União Europeia, depois da aprovação do documento pelo Tribunal Constitucional Federal da Alemanha.
- 7 de novembro - Ayrton Senna obtém sua última vitória na Fórmula 1, ao vencer o GP da Austrália, que também marcou pela despedida do tetracampeão mundial Alain Prost.[18]
- 12 de novembro - O último exemplar do Chevrolet Chevette saiu das linhas de montagem da General Motors do Brasil em São José dos Campos, no interior paulista.[19]
- 17 de novembro - Sani Abacha assume o poder na Nigéria.
- 27 de novembro - A jamaicana Lisa Hanna é eleita Miss Mundo.
- 29 de novembro - O empresário PC Farias é capturado e preso na Tailândia.[20]

### Dezembro
- 2 de dezembro - Morreu o narcotraficante e terrorista colombiano Pablo Escobar.[21]
- 12 de dezembro - O São Paulo sagrou-se bicampeão mundial, ao vencer o Milan por 3 x 2 na final da Copa Europeia/Sul-Americana.[22]
- 14 de dezembro - Vladimir Jirinovsky à frente nas legislativas soviéticas. Os seus planos são assustadores, entre os quais está o restabelecimento do antigo império russo da Europa Central ao Alasca.
- 15 de dezembro - A Base Aérea de Beja é abandonada pelos últimos elementos da força aérea alemã.
- 19 de dezembro
  - Slobodan Milosevic vence eleições na Sérvia.
  - Final do Campeonato Brasileiro de Futebol de 1993. O Palmeiras vence o Vitória e levanta a taça.[23]
- 24 de dezembro - Alemanha, França, Países Baixos e Bélgica sob a maior tempestade de que há memória.
- 29 de dezembro - A Alemanha recusa uma visita de Jirinovski.

### Brasil
- 1 de janeiro - Posse do primeiro prefeito eleito de Palmas, Eduardo Siqueira Campos.
- 12 de janeiro - A gaúcha Leila Schuster é eleita Miss Brasil 1993.
- 3 de fevereiro - O Presidente do Brasil, Itamar Franco, retalia a uma série de incidentes com brasileiros em Portugal, suspendendo privilégios que os portugueses detinham no Brasil.
- 20 de fevereiro - Emancipação do município de Araguanã.
- 21 de abril - Realização no Brasil do Plebiscito de 1993 sobre a forma e sistema de governo em que funcionaria o Estado brasileiro. O plebiscito indicou que o Brasil continuaria a ser uma República Presidencialista.
- 19 de maio - Eliseu Resende deixa o Ministério da Fazenda e Fernando Henrique Cardoso assume o cargo.
- 23 de julho - a Chacina da Candelária, no Rio de Janeiro, deixa 7 pessoas mortas.
- 1 de agosto - A moeda brasileira passa a Cruzeiro Real (1 000 cruzeiros = 1 cruzeiro real)
- 20 de agosto - Seiscentos garimpeiros brasileiros matam 30 índios ianomâmis, incluindo dez crianças.
- 29 de agosto - a Chacina de Vigário Geral, no Rio de Janeiro, deixa 21 pessoas mortas.
- 31 de agosto - É fundada a organização criminosa brasileira Primeiro Comando da Capital.
- 5 de novembro - o ex governador da Paraíba, o intelectual Tarcísio de Miranda Burity é alvejado com três tiros disparados pelo ex-governador da Paraíba (na época governador) Ronaldo Cunha Lima no restaurante Gulliver, em João Pessoa
- 7 de dezembro - O ministro da Fazenda, Fernando Henrique Cardoso, anuncia o programa de estabilização econômica. O chamado "Plano FHC" cria a URV (Unidade Real de Valor), indexador que será base para a nova moeda, o Real.
- O presidente Itamar Franco relança o Fusca depois de 7 anos fora de produção.

### Portugal
- 4 de janeiro - Início oficial das obras da Expo 98.
- 17 de janeiro – É inaugurado um novo órgão de tubos, na Sé Catedral de Angra, Angra do Heroísmo, dada a destruição do anterior. Este órgão é da autoria do mestre organeiro Dinarte Machado.[24]
- 1 de fevereiro - Xanana Gusmão começa a ser julgado em Díli por um tribunal indonésio.
- 2 de fevereiro - Portugal na "lista negra" da Amnistia Internacional devido à violência repressiva dos agentes de autoridade.
- 21 de janeiro - Mário Soares dirige um apelo a José Eduardo dos Santos e a Jonas Savimbi para evitarem a "somalização" de Angola.
- 26 de fevereiro - Cavaco Silva dá luz verde para a construção da Barragem do Alqueva, em Portugal.
- 20 de março - São atribuídas, a um hipotético estripador (posteriormente alcunhado de Estripador de Lisboa), as mortes de seis prostitutas na região de Lisboa.
- 8 de abril - Realiza-se, no Hospital Universitário de Coimbra, o primeiro transplante de pâncreas em Portugal.
- 16 de abril - Trabalhadores da TAP fazem uma greve de 24 horas contra a política da administração da empresa.
- 21 de abril - Encontro entre Mário Soares e Bill Clinton na Casa Branca, com Timor-Leste a dominar a agenda.
- 27 de abril - Mário Soares inicia uma visita de Estado ao Reino Unido.
- 13 de maio - De visita a Portugal, a convite de Mário Soares, Lech Walesa desloca-se a Fátima.
- 14 de maio - O ministro Ferreira do Amaral proíbe o envolvimento de empresas públicas no negócio dos telefones eróticos.
- 21 de maio - Xanana Gusmão é condenado a prisão perpétua.
- 21 de maio - O novo Presidente chinês recebe Durão Barroso.
- 25 de maio - Acidente ferroviário em Santa Iria de Azóia. Um camião é colhido por um comboio, fazendo um morto e 44 feridos.
- 1 de junho - Mário Soares inicia uma visita oficial à República da Irlanda.
- 3 de junho - Dois agentes da Polícia Judiciária são condenados por crime de extorsão e depoimento.
- 10 de junho – É inaugurada a Casa do Povo do Raminho, instituição sociocultural e recreativa, detentora de edifício polivalente destinada a uso comunitário.
- 17 de junho - Durante um passeio escolar, afogam-se no rio Alva, em Portugal, cinco crianças e uma professora.
- 3 de julho - É construído o primeiro Parque de Campismo oficial da Vila da Calheta, ilha de São Jorge.
- 9 de julho - Mário Soares inicia uma visita de cinco dias ao Chile, manifestando a intenção de não cumprimentar Pinochet.
- 21 de julho - Eurodeputados do PSD apresentam a candidatura de Xanana Gusmão ao Prémio Sakharov.
- 22 de julho - Salman Rushdie participa, no Porto, no Festival da União Internacional das Juventudes Socialistas.
- 25 de julho - Mário Soares recebe a Medalha de Ouro da Galiza em Santiago de Compostela.
- 15 de setembro - Mário Soares é insultado no Jornal de Angola, onde um cronista lhe chama de "burro".
- 17 de setembro - Durão Barroso e Ali Alatas encontram-se na Organização das Nações Unidas para uma nova abordagem do caso Timor-Leste.
- 26 de setembro - Entra, em órbita, o PoSAT-1, primeiro satélite artifical português.
- 12 de outubro - A Comissão Europeia suspende, por trinta dias, a exportação de porcos portugueses para o espaço comunitário, devido aos focos de peste suína em Portugal.
- 14 de outubro - Mário Soares inicia uma viagem de duas semanas, na qual visitará a Coreia do Sul, o Japão e Macau.
- 22 de outubro - Alberto João Jardim inicia uma viagem oficial ao Brasil, onde visita São Paulo, Rio de Janeiro, Salvador e Recife.
- 24 de novembro - Confrontos entre estudantes universitários e polícia de choque em São Bento, junto à Assembleia da República.
- 2 de dezembro - Cavaco Silva remodela, de surpresa, o Governo, substituindo quatro ministros: Finanças, Saúde, Educação e do Emprego e Segurança Social.
- 12 de dezembro - Eleições autárquicas: o Partido Socialista ganha as principais câmaras municipais portuguesas.
- 6 de dezembro - Os Comandos da Amadora são extintos e integrados na Brigada Aerotransportada.
- 18 de dezembro - Mário Soares veta a Lei das Propinas.
- 20 de setembro - Ferrer Correia é eleito presidente da Fundação Calouste Gulbenkian.
- 21 de setembro - O Rei Hassan II de Marrocos inicia uma visita oficial a Portugal.
- Fundação do Império do Espírito Santo do Bairro da Terra Chã, freguesia da Terra Chã, Angra do Heroísmo.[25]
- Construção da Ermida de Nossa Senhora de Lurdes, junto ao Porto das Cinco Ribeiras.[26]
- É reaberta ao culto a Ermida de São Tomé, localizada na povoação de São Tomé, ilha de São Jorge, cujo primeiro templo tinha sido benzido em 1920.[27]

## Nascimentos

### Janeiro
- 1 de janeiro – Larry Nance Jr., jogador de basquete americano.
- 2 de janeiro – Bryson Tiller, cantor e compositor americano.
- 4 de janeiro – Scott Redding, motociclista britânico.
- 6 de janeiro
  - Jesús Manuel Corona, futebolista mexicano.
  - Witsarut Himmarat, ator tailandês.
- 7 de janeiro – Jan Oblak futebolista esloveno.
- 9 de janeiro
  - Aminata Savadogo, cantora e compositora letã.
  - Ashley Argota, atriz e cantora americana.
- 11 de janeiro – Michael Keane, futebolista inglês.
- 12 de janeiro
  - D.O., ator e cantor sul-coreano.
  - Zayn, cantor e compositor britânico.
- 14 de janeiro – Mariya Lasitskene, atleta russa.
- 15 de janeiro – Paulina Vega, modelo colombiana.
- 18 de janeiro – Sean Keenan, ator australiano.
- 19 de janeiro – João Mário, futebolista português.
- 22 de janeiro
  - Netta Barzilai, cantora israelense.
  - Rio Haryanto, piloto automobilístico indonésio.
  - Tommy Knight, ator inglês.
- 25 de janeiro – Iris Mittenaere, modelo e rainha da beleza francesa.
- 28 de janeiro
  - John Anthony Brooks, futebolista alemão-americano.
  - Will Poulter, ator inglês.
- 29 de janeiro – Kyary Pamyu Pamyu, cantora, blogueira e modelo japonesa.

### Fevereiro
- 6 de fevereiro – Tinashe, atriz e cantora americana.
- 7 de fevereiro – Diego Laxalt, futebolista uruguaio.
- 10 de fevereiro – Mia Khalifa, personalidade de mídia social e ex-atriz pornográfica líbano-estadunidense.
- 12 de fevereiro
  - Benik Afobe, futebolista inglês.
  - Jennifer Stone, atriz americana.
  - Rafinha, futebolista brasileiro.
- 14 de fevereiro
  - Alberto Rosende, ator americano.
  - Shane Harper, ator, cantor e dançarino americano.
- 15 de fevereiro
  - Geoffrey Kondogbia, futebolista franco centro-africano.
  - Ravi, rapper e compositor sul-coreano.
- 17 de fevereiro
  - AJ Perez, ator filipino (f. 2011).
  - Marc Márquez, piloto espanhol quatro vezes campeão mundial de MotoGP.
- 19 de fevereiro – Victoria Justice, atriz e cantora americana.
- 23 de fevereiro – Kasumi Ishikawa, mesa-tenista japonesa.
- 28 de fevereiro – Emmelie de Forest, cantora e compositora dinamarquesa.

### Março
- 1 de março – Juan Bernat, futebolista espanhol.
- 2 de março
  - Mariya Yaremchuk, cantora ucraniana.
  - Pandelela Rinong, saltadora da Malásia.
- 3 de março – Antonio Rüdiger, futebolista alemão.
- 5 de março
  - Fred, futebolista brasileiro.
  - Harry Maguire, futebolista inglês.
- 9 de março – Suga, rapper e compositor sul-coreano.
- 10 de março
  - Jack Butland, futebolista inglês.
  - Peniel, rapper coreano americano.
- 11 de março
  - Anthony Davis, jogador de basquete americano.
  - Jodie Comer, atriz inglesa.
- 15 de março – Paul Pogba, futebolista francês.
- 18 de março – Mana Iwabuchi, futebolista japonesa.
- 19 de março – Hakim Ziyech, futebolista neerlandês-marroquino.
- 20 de março – Sloane Stephens, tenista americana.
- 23 de março – Lee Hyun-woo, ator e cantor sul-coreano.
- 29 de março – Thorgan Hazard, futebolista belga.
- 30 de março – Anitta, cantora, compositora, atriz, apresentadora e produtora brasileira.

### Abril
- 10 de abril – Sofia Carson, atriz e cantora americana.
- 13 de abril – Hannah Marks, atriz americana.
- 14 de abril
  - Graham Phillips, ator e cantor americano.
  - Josephine Skriver, modelo dinamarquesa.
  - Vivien Cardone, atriz americana.
- 15 de abril
  - Felipe Anderson, futebolista brasileiro.
  - Madeleine Martin, atriz e dubladora americana.
- 16 de abril
  - Chance the Rapper, rapper americano.
  - Mirai Nagasu, patinadora artística nipo-americana.
- 22 de abril
  - Ryu Hwa-young, atriz, rapper, dançarina e modelo.
  - Ryu Hyo-young, modelo, atriz e cantora.
- 24 de abril – Ben Davies, futebolista galês.
- 25 de abril – Raphaël Varane, futebolista francês.

### Maio
- 6 de maio – Naomi Scott, atriz e cantora inglesa.
- 7 de maio – Ajla Tomljanović, tenista croato-australiana.
- 8 de maio – Kayla Williams, ginasta americana.
- 10 de maio
  - Halston Sage, atriz americana.
  - Spencer Fox, ator e cantor americano.
  - Tímea Babos, tenista húngara.
- 11 de maio – Maurice Harkless, basquetebolista americano porto-riquenho.
- 13 de maio
  - Debby Ryan, atriz e cantora americana.
  - Romelu Lukaku, futebolista belga.
  - Tones and I, cantora e compositora australiana.
  - Supanut Lourhaphanich, ator e cantor tailandês.
- 14 de maio
  - Miranda Cosgrove, atriz e cantora americana.
  - Kristina Mladenovic, tenista francesa.
- 16 de maio
  - Atticus Mitchell, ator e músico canadense.
  - IU, atriz, cantora e compositora sul-coreana.
- 20 de maio – Juanmi, futebolista espanhol.
- 25 de maio – Andrés Felipe Roa, futebolista colombiano.
- 29 de maio – Jana Čepelová, tenista eslovaca.
- 30 de maio – Sota Fukushi, ator japonês.

### Junho
- 3 de junho – Sabrina Gonzalez Pasterski, física teórica americana.
- 6 de junho
  - Ashley Spencer, velocista americana.
  - Frida Gustavsson, modelo sueca.
- 7 de junho
  - George Ezra, cantor e compositor inglês.
  - Park Ji-yeon, atriz e cantora sul-coreana.
  - Swae Lee, cantor, rapper e compositor americano.
- 10 de junho – Scott McLaughlin, automobilista neozelandês.
- 13 de junho
  - Denis Ten, patinador artístico cazaque (f. 2018).
  - Thomas Partey – futebolista ganês.
- 15 de junho
  - Carolina Marín, jogadora de badminton espanhola.
  - Kanna Arihara, cantora japonesa.
- 16 de junho
  - Alex Len, jogador de basquetebol ucraniano.
  - Park Bo-gum, ator sul-coreano.
- 20 de junho – Sead Kolašinac, futebolista teuto-bósnio.
- 22 de junho – Loris Karius, futebolista alemão.
- 24 de junho – Beanie Feldstein, atriz americana.
- 26 de junho – Ariana Grande, atriz, cantora e compositora americana.
- 27 de junho
  - Adair Cardoso, cantor e compositor brasileiro.
  - Gabriela Gunčíková, cantora tcheca.
  - Camila Queiroz, atriz brasileira.
- 28 de junho
  - Bradley Beal, jogador de basquetebol americano.
  - Jung Dae-hyun, cantor e ator sul-coreano.
- 29 de junho
  - George Sampson, dançarino de rua, apresentador, cantor e ator inglês.
  - Harrison Gilbertson, ator australiano.
  - Lorenzo James Henrie, ator americano.
- 30 de junho – Alexander Evtushenko, ciclista russo.

### Julho
- 1 de julho – Raini Rodriguez, atriz e cantora americana.
- 2 de julho – Yassine Meriah, futebolista tunisino.
- 3 de julho
  - PartyNextDoor, rapper, compositor e produtor musical canadense.
  - Roy Kim, cantor, compositor e apresentador de rádio sul-coreano.
- 4 de julho – Mate Pavić, tenista croata.
- 7 de julho
  - Ally Brooke, cantora americana.
  - Shakhram Giyasov, pugilista uzbeque.
- 8 de julho – Ergys Kaçe, futebolista albanês.
- 9 de julho
  - DeAndre Yedlin, futebolista americano.
  - Mitch Larkin, nadador australiano.
- 10 de julho
  - Carlon Jeffery, ator e rapper americano.
  - Florian Sénéchal, ciclista francês.
- 11 de julho – Rebecca Bross, ginasta americana.
- 13 de julho – Linnea Berthelsen, atriz dinamarquesa.
- 16 de julho – Alexander Ipatov, grão mestre de xadrez turco.
- 18 de julho – Lee Tae-min, cantor, compositor, dançarino e ator sul-coreano.
- 20 de julho
  - Alycia Debnam-Carey, atriz australiana.
  - Debrah Scarlett, cantora norueguesa-suíça.
  - Lucas Digne, futebolista francês.
  - Steven Adams, jogador de basquetebol neozelandês.
- 21 de julho – Luksika Kumkhum, tenista tailandesa.
- 22 de julho – Dzhokhar Tsarnaev, terrorista quirguistanês-americano.
- 24 de julho – Rouzbeh Cheshmi, futebolista iraniano.
- 26 de julho
  - Elizabeth Gillies, atriz e cantora americana.
  - Taylor Momsen, cantora, compositora, guitarrista, modelo e atriz americana.
  - Stormzy, rapper inglês.
- 27 de julho – Jordan Spieth, jogador de golfe americano.
- 28 de julho
  - Cher Lloyd, cantora e compositora inglesa.
  - Harry Kane, futebolista inglês.
- 29 de julho – Dak Prescott, futebolista americano.
- 30 de julho – André Gomes, futebolista português.

### Agosto
- 1 de agosto – Leon Thomas III, ator e cantor americano.
- 2 de agosto – Joivan Wade, ator inglês.
- 4 de agosto – Saido Berahino, burundiano.
- 5 de agosto – Suzuka Ohgo, atriz japonesa.
- 7 de agosto – Francesca Eastwood, atriz, modelo, personalidade de televisão e socialite americana.
- 9 de agosto – Rydel Lynch, atriz, cantora e musicista americana.
- 10 de agosto – Andre Drummond, jogador de basquete americano.
  - 11 de agosto
  - Alireza Jahanbakhsh, futebolista iraniano.
  - Alyson Stoner, atriz cantora e dançarina americana.
- 12 de agosto
  - Ewa Farna, cantora polonesa.
  - Luna, cantora, atriz, dançarina e apresentadora sul-coreana.
- 13 de agosto
  - Artur Gachinski, patinador artístico russo.
  - Kevin Cordes, nadador americano.
- 14 de agosto – Cassi Thomson, atriz e cantora australiana.
- 15 de agosto
  - Alex Oxlade-Chamberlain, futebolista inglês.
- 16 de agosto – Cameron Monaghan, ator americano.
- 17 de agosto
  - Ederson, futebolista brasileiro.
  - Sarah Sjöström, nadadora sueca.
- 18 de agosto
  - Jung Eun-ji, cantora e atriz sul-coreana.
  - Maia Mitchell, atriz e cantora australiana.
- 20 de agosto – Laura Glauser, handebolista francesa.
- 24 de agosto – Marina Vukčević, handebolista montenegrina.
- 26 de agosto – Keke Palmer, atriz e cantora americana.
- 29 de agosto
  - Liam Payne, cantor e compositor inglês (f. 2024).
  - Lucas Cruikshank, ator americano.
- 30 de agosto – Paco Alcácer, futebolista espanhol.

### Setembro
- 1 de setembro
  - Ilona Mitrecey, cantora francesa.
  - Mario Lemina, futebolista franco-gabonês.
  - Megan Nicole, cantora, compositora e atriz americana.
- 3 de setembro
  - Dominic Thiem, tenista profissional austríaco.
  - Lee So-jung, cantora sul-coreana.
- 4 de setembro – Yannick Ferreira Carrasco, futebolista belga.
- 5 de setembro – Gage Golightly, atriz americana.
- 10 de setembro – Ruggero Pasquarelli, ator, cantor e dançarino italiano.
- 11 de setembro – Farrah Moan, modelo e drag queen americano.
- 12 de setembro – Kelsea Ballerini, cantora e compositora americana.
- 13 de setembro
  - Aisha Dee, atriz australiana.
  - Niall Horan, cantor e compositor irlandês.
- 15 de setembro – Dennis Schröder, basquetebolista alemão.
- 16 de setembro
  - Bryson DeChambeau, jogador de golfe americano.
  - Metro Boomin, produtor musical, compositor e DJ americano.
  - Sofiane Boufal, futebolista franco-marroquino.
- 17 de setembro – Alfie Deyes, youtuber e vlogista.
- 18 de setembro – Patrick Schwarzenegger, modelo e ator americano.
- 20 de setembro – Julian Draxler, futebolista alemão.
- 21 de setembro – Ante Rebić, futebolista croata.
- 22 de setembro – Carlos Knight, ator americano.
- 24 de setembro – Ben Platt, ator e cantor americano.
- 25 de setembro
  - Rosalía, cantora, compositora e produtora musical espanhola.
  - Zach Tyler Eisen, dublador americano.
- 26 de setembro – Michael Kidd-Gilchrist, jogador de basquete americano.
- 27 de setembro
  - Lisandro Magallán, futebolista argentino.
  - Mónica Puig, tenista porto-riquenha.
- 29 de setembro
  - Carlos Salcedo, futebolista mexicano.
  - Lee Hong-bin, ator e cantor sul-coreano.
  - Milad Mohammadi, futebolista iraniano.

### Outubro
- 1 de outubro – Christian Bravo, futebolista chileno.
- 2 de outubro
  - Lasha Talakhadze, halterofilista georgiano.
  - Michy Batshuayi, futebolista belga.
  - Tara Lynne Barr, atriz americana.
- 4 de outubro
  - Atthaphan Phunsawat, ator e apresentador tailandês.
  - Mayra, cantora, atriz e compositora brasileira.
- 8 de outubro
  - Angus T. Jones, ator americano.
  - Barbara Palvin, modelo húngara.
  - Bubba Wallace, automobilista americano.
  - Garbiñe Muguruza, tenista venezuelana.
  - Molly Quinn, atriz americana.
- 9 de outubro
  - Lauren Davis, tenista americana.
  - Scotty McCreery, cantor americano.
- 11 de outubro
  - Matuê, cantor brasleiro
  - Brandon Flynn, ator americano.
- 13 de outubro – Tiffany Trump, socialite e modelo americana.
- 16 de outubro
  - Caroline Garcia, tenista francesa.
  - Wílmar Barrios, futebolista colombiano.
- 18 de outubro – Zarina Diyas, tenista cazaque.
- 19 de outubro – Youna Dufournet, ginasta francesa.
- 23 de outubro
  - Fabinho, futebolista brasileiro.
  - Suphakorn Sriphotong, ator tailandês.
- 25 de outubro – Kornthas Rujeerattanavorapan, ator, modelo e apresentador de televisão tailandês.
- 27 de outubro – Troy Gentile, ator americano.
- 29 de outubro – India Eisley, atriz americana.
- 30 de outubro – Marcus Mariota, futebolista americano.
- 31 de outubro – Letitia Wright, atriz guianesa-britânica.

### Novembro
- 4 de novembro – Fandy Fan, ator e modelo taiwanês.
- 11 de novembro – Sam Abbas, diretor, roteirista, ator e produtor egípcio.
- 13 de novembro – Julia Michaels, cantora e compositora americana.
- 14 de novembro
  - Luis Gil, futebolista americano.
  - Samuel Umtiti, futebolista franco-camaronês.
  - Tabata Amaral, cientista política, astrofísica, congressista e ativista pela educação brasileira.
- 15 de novembro
  - Melitina Staniouta, ginasta bielorrussa.
  - Paulo Dybala, futebolista argentino.
- 16 de novembro
  - Nélson Semedo, futebolista português.
  - Pete Davidson, ator e comediante americano.
- 19 de novembro – Suso, futebolista espanhol.
- 21 de novembro – Elena Myers, piloto americana.
- 22 de novembro – Adèle Exarchopoulos, atriz francesa.
- 25 de novembro – Danny Kent, piloto de motovelocidade inglês.
- 28 de novembro – Chinnarat Siriphongchawalit, ator, cantor, modelo e comissário de bordo tailandês.
- 30 de novembro – Mia Goth, atriz e modelo inglesa.

### Dezembro
- 2 de dezembro – Dylan McLaughlin, ator estadunidense.
- 5 de dezembro – Ross Barkley, futebolista inglês.
- 6 de dezembro – Sapol Assawamunkong, ator, modelo, MC e cantor tailandês.
- 7 de dezembro – Jasmine Villegas, cantora estadunidense.
- 8 de dezembro – AnnaSophia Robb, atriz americana.
- 11 de dezembro – Yalitza Aparicio, atriz e professora mexicana.
- 16 de dezembro
  - Stephan James, ator canadense.
  - Thiago Braz, atleta brasileiro.
- 17 de dezembro – Kiersey Clemons, atriz e cantora estadunidense.
- 22 de dezembro – Meghan Trainor, cantora, compositora e produtora estadunidense.

## Mortes
- 20 de janeiro- Audrey Hepburn, atriz e humanitária (n. 1929)
- 15 de junho - James Hunt, automobilista inglês.
- 3 de julho - Joe DeRita, ator e comediante norte-americano e membro dos Três Patetas (n. 1909).
- 10 de agosto - Euronymous, guitarrista norueguês (n. 1968).
- 4 de setembro - Hervé Jean-Pierre Villechaize, ator francês. (n. 1943).
- 27 de setembro - James Harold Doolittle, general americano (n. 1896)
- 7 de outubro - Kenneth Nelson, ator norte-americano (n. 1930).
- 15 de outubro - Tião Carreiro cantor e instrumentista brasileiro de música sertaneja (n. 1934).
- 31 de outubro - River Phoenix, Ator americano (n. 1970)
- 31 de outubro - Claudia McNeil, atriz norte-americana (n. 1917).
- 1 de novembro - Felipe Pinheiro, ator e redator brasileiro (n. 1960).
- 2 de dezembro - Pablo Escobar, Traficante e Chefe do tráfico internacional de drogas no anos 1970, 1980 e 1990, fundador e líder do Cartel de Medellín (n. 1949).
- 17 de dezembro - Maria Milza dos Santos Fonseca, agricultora brasileira (n. 1923).
- 19 de dezembro - Owain Owain, escritor, jornalista e poeta galês (n. 1929).
- 27 de dezembro - Michael Callen, cantor, compositor, autor e ativista da AIDS americano (n. 1955).
- 31 de dezembro - Brandon Teena, homem transgênero americano assassinado (n. 1972).

## Prêmio Nobel
- Física - Russell A. Hulse, Joseph H. Taylor Jr.
- Química - Kary B. Mullis, Michael Smith
- Medicina - Richard J. Roberts, Phillip A. Sharp
- Literatura - Toni Morrison
- Paz - Frederik Willem de Klerk,[28] Nelson Mandela.[28]
- Economia - Robert W. Fogel, Douglass C. North

## Por tema
- 1993 na arte
- 1993 no Brasil
- 1993 na ciência
- 1993 no cinema
- 1993 no desporto
- Divisões administrativas em 1993
- 1993 nos jogos eletrônicos
- 1993 no jornalismo
- 1993 na literatura
- 1993 na música
- 1993 na política
- 1993 na rádio
- 1993 no teatro
- 1993 na televisão

## Epacta e idade da Lua
| Epacta gregoriana | 8 (VIII) |
| Idade da Lua      | Letra i  |